# Elisabeth Shue

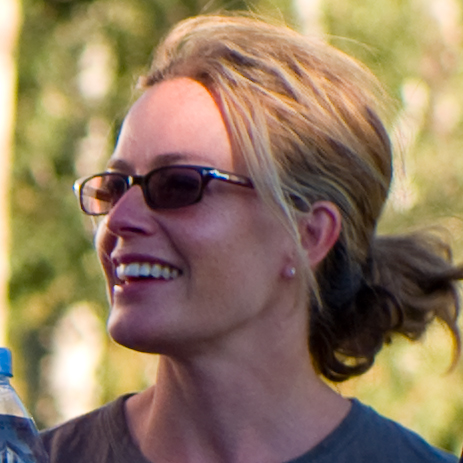
Elisabeth Shue la 11 august 2007

Elisabeth Shue (n. 6 octombrie 1963, Wilmington, Delaware, SUA) este o actriță, producător și cântăreață americană. Printre cele mai cunoscute filme ale sale se numără Karate Kid (1984), Aventurile unei bone (1987), Părăsind Las Vegas-ul (1995), Efect de recul (1996), Sfântul (1997), Misterele tinereții (2004)
și De-a v-ați ascunselea (2005).

## Biografie
Elisabeth Shue este fiica bancherei Anne Brewster și a avocatului și investitorului imobiliar James William Shue (1936–2013). Când avea nouă ani, părinții ei au divorțat. Singura fată dintre cei patru frați, a crescut în South Orange, New Jersey. A studiat inițial politologie la Wellesley College. Fratele ei Andrew Shue este, de asemenea, actor.
După câteva apariții inițiale în reclame în timpul studiilor, Shue a câștigat prima ei experiență de actorie la începutul anilor 1980 în serialul de televiziune Call to Glory, unde a jucat rolul lui Jackie Sarnac alături de Craig T. Nelson. În anii 1980, a fost distribuită în principal în rolul „fetei drăguțe de alături”, care s-a datorat în principal rolului ei din trilogia Înapoi în viitor, în a doua și a treia parte în care a apărut. Luptând cu succes împotriva acestui tip de rol, ea a interpretat-o pe prostituata îndârjită și în același timp fragilă Sera, în drama Părăsind Las Vegas-ul în 1995. Realizările ei în actorie au fost recunoscute, printre altele, cu nominalizări la Oscar și Globul de Aur. Partenerul ei de film, Nicolas Cage, a primit Oscarul la categoria Cel mai bun actor, iar filmul a primit în mare parte recenzii foarte bune până la excelente.
Pe lângă cariera ei de actriță, Shue a continuat să urmărească și obiectivul de a deveni avocat. Pe lângă munca de actorie, și-a continuat studiile la Harvard și le-a finalizat cu succes în 2000. După aceea, a făcut filme doar sporadic. În 2012, a jucat alături de Jennifer Lawrence în thrillerul de groază al lui Mark Tonderai, Casă la capătul străzii. În același an, a revenit la televiziune și a preluat un rol principal în serialul CSI: Vegas. Ea a urmat-o pe Marg Helgenberger, care a părăsit serialul după doisprezece ani.
Shue este căsătorită cu producătorul și regizorul Davis Guggenheim din 1994. Cuplul are un fiu și două fiice.

## Filmografie selectivă
- 1983 Somewhere, Tomorrow, regia Robert Wiemer
- 1984 Karate Kid (The Karate Kid), regia John G. Avildsen
- 1986 Link, regia Richard Franklin
- 1987 Aventurile unei bone (Adventures in Babysitting), regia Chris Columbus
- 1987 Doppio scambio, regia David Greenwalt
- 1988 Cocktail, regia Roger Donaldson
- 1989 Înapoi în viitor II (Back to the Future Part II), regia Robert Zemeckis

- 1990 Înapoi în viitor III (Back to the Future Part III), regia di Robert Zemeckis
- 1991 Bella, bionda... e dice sempre sì (The Marrying Man), regia Jerry Rees
- 1991 Bolle di sapone (Soapdish), regia Michael Hoffman
- 1993 4 fantasmi per un sogno (Heart and Souls), regia di Ron Underwood
- 1993 Un pezzo da 20 (Twenty Bucks), regia di Keva Rosenfeld
- 1995 Părăsind Las Vegas-ul (Leaving Las Vegas), regia Mike Figgis
- 1996 Efect de recul (The Trigger Effect), regia David Koepp
- 1996 Underneath (Underneath), regia Steven Soderbergh
- 1997 Deconstructing Harry (Deconstructing Harry), regia Woody Allen
- 1997 Sfântul (The Saint), regia Phillip Noyce
- 1998 Palmetto (Palmetto), regia Volker Schlöndorff
- 1998 City of Angels - La città degli angeli (City of Angels), regia Brad Silberling - cameo (nemenționat)
- 1998 Verișoara Bette (Cousin Bette), regia Des McAnuff
- 1999 Molly, regia John Duigan

- 2000 L'uomo senza ombra (Hollow Man), regia Paul Verhoeven
- 2004 Misterele tinereții (Mysterious Skin), regia Gregg Araki
- 2005 De-a v-ați ascunselea (Hide and Seek), regia John Polson
- 2005 A doua șansă (Dreamer: Inspired by a True Story), regia John Gatins
- 2007 Gracie, regia Davis Guggenheim
- 2007 First Born, regia Isaac Webb
- 2008 Hamlet 2, regia Andrew Fleming
- 2009 Don McKay - Momentul adevărului (Don McKay), regia Jake Goldberger

- 2010 Piranha 3D, regia Alexandre Aja
- 2010 Janie Jones, regia David M. Rosenthal
- 2012 Hope Springs (Hope Springs), regia David Frankel
- 2012 Casă la capătul străzii (House at the End of the Street), regia Mark Tonderai
- 2012 Chasing Mavericks - Sulla cresta dell'onda (Chasing Mavericks), regia Curtis Hanson și Michael Apted
- 2014 Comportamenti molto... cattivi! (Behaving Badly), regia Tim Garrick
- 2017 Bătălia sexelor (Battle of the Sexes), regia Jonathan Dayton e Valerie Faris
- 2018 Death Wish (Death Wish), regia Eli Roth
- 2020 USS Greyhound: Bătălie în Atlantic (Greyhound), regia Aaron Schneider

## Premii și nominalizări
- Premiile Oscar
  - 1996 – Nominalizare la cea mai bună actriță pentru filmul Părăsind Las Vegas-ul
- 1985 – Young Artist Awards pentru Cea mai bună actriță tânără într-un rol secundar într-o dramă de acțiune pentru Karate Kid